# Roberto Conforti
Roberto Conforti (Serre, 21 agosto 1937 – Roma, 26 luglio 2017) è stato un generale italiano dell'Arma dei Carabinieri, a capo del Comando carabinieri per la tutela del patrimonio culturale dal 1991 al 2002.

## Biografia
Laureato in Giurisprudenza, Scienze Politiche ed "honoris causa" in Conservazione dei Beni Culturali presso l'Università di Lecce, fu un Generale di Divisione con più di quarantadue anni di servizio effettivo. Fu anche Presidente della Società Italiana per la Protezione dei Beni Culturali (SIPBC Onlus) nonché Consigliere presso Herity International.

## Carriera Militare
La sua carriera nell'Arma dei Carabinieri, iniziò nel 1960. Dopo aver retto numerosi settori operativi sul territorio nazionale (Sardegna, Friuli Venezia Giulia, Emilia-Romagna, Campania, Abruzzo, Lazio), nel 1985, assunse il Comando del Reparto Operativo di Roma, all'epoca particolarmente impegnato nella lotta all'eversione ed alla criminalità diffusa ed organizzata. Dopo sei anni, nel 1991 ottenne il Comando del Nucleo Tutela del Patrimonio Culturale che conservò fino al 1º Settembre 2002 andando in pensione per raggiunti limiti di età.

## Il comando del Nucleo "Tutela Patrimonio Culturale" dei Carabinieri
Il suo nome era legato soprattutto ai risultati che ottiene a partire dal 1991 in qualità di Comandante del Nucleo Tutela del Patrimonio Culturale (TPC) dell'Arma dei Carabinieri, incarico che gli permise di salvare opere d'arte altrimenti destinate ad essere immesse nel mercato illegale. Tale incarico, oltre che impegnarlo in numerose inchieste sul territorio nazionale, lo costrinse a fare altrettanto a livello internazionale dove era presente un ricco e variegato mercato della commercializzazione illecita delle opere d'arte. Recuperati in Italia, Svizzera, Paesi Bassi, Belgio, Spagna, Ungheria, Danimarca, Francia, Regno Unito, Stati Uniti e Giappone, migliaia di beni culturali sottratti da Musei, Biblioteche, Chiese, aree archeologiche; dalla Triade Capitolina all’Artemide marciante, dalla Phiale Mesomphalos al Mento di S. Antonio, fino a Il giardiniere e L'Arlesiana di Van Gogh. Tra il 1991 ed il 2002 partecipò, inoltre, a molteplici incontri internazionali sull'attività di contrasto alla commercializzazione illecita delle opere d'arte ed alla relativa conservazione, favorendo così la globalizzazione di una migliore coscienza culturale ed un costante confronto sulle tecniche operative, sia sotto il profilo preventivo che repressivo. In questo senso, sotto il suo comando venne introdotta la Banca Dati delle Opere d'Arte trafugate, che per l'innovazione e l'alta tecnologia di base costituisce tutt'oggi un'eccellenza italiana ed un punto di riferimento a livello mondiale.

## Onorificenze
- Medaglia d'Oro ai Benemeriti della Scuola, della Cultura e dell'Arte concessa dal Sig. Presidente della Repubblica.
- Medaglia Mauriziana.
- Medaglia d'Oro per lungo Comando.
- Medaglia d'Oro per lunga navigazione aerea.
- Ufficiale, Commendatore e grand'Ufficiale dell'Ordine al merito della Repubblica.
- Ufficiale dell'ordine delle Arti e delle Lettere conferita dal Ministro della Cultura della Repubblica Francese.
- Cavaliere di Grazia Magistrale del Sovrano Ordine Militare di Malta.
- Cavaliere di Grande Ufficiale con spade dell'Ordine al merito Melitense.
- Commendatore con Placca dell'Ordine di San Gregorio Magno.
- Grande Ufficiale dell'Ordine Equestre di San Gregorio Magno.
- Accademico di San Luca.
- Membro dell'Associazione dei Cateriniani nel Mondo.
- Collare della Beata Beatrix.

## Benemerenze
- Diploma d'onore del Presidium del Soviet Supremo dell'Unione Sovietica
- Personalità Europea
- Socio Onorario del Centro Studi Alcide De Gasperi
- Cittadino onorario dei seguenti Comuni:

1. Miami
2. Guidonia Montecelio
3. Calvanico
4. Altomonte
5. Castelli
6. Tossicia
7. Nocara